# Преграда
Преграда е постоянна или временна стена, ограда (защита) и др., която е построена, за да раздели определено пространство или е закрепена чрез монтиране (ако е временна) заваряване или чрез ключалка, която може да бъде отворена само чрез специално приспособление, което когато е на мястото си, не може да бъде премахнато случайно.
Трябва да бъде от здрава конструкция, достатъчна да издържи на напрежението на процеса и условията на околната среда.